# 白川天皇
もしかして
- 白河天皇

ではありませんか？